# Jakob Kasimir De la Gardie
Jakob Kasimir De la Gardie, född 3 februari 1629 i Stockholm, död 26 augusti 1658 i Köpenhamn, var en svensk greve och militär.
Son till Jakob De la Gardie och Ebba Brahe. Greve av Läckö och Arensberg, friherre till Ekholmen, herre till Kolka, Kida med mera. Han fick en gedigen utbildning och 1641 undervisades han vid Uppsala universitet. Jakob Kasimir följde med sin bror Magnus Gabriel De la Gardie på dennes ambassad till Frankrike 1646 och tjänade sedan som volontär under prinsen av Condé 1648. Efter sin hemkomst blev han överste för Dalregementet 1650, senare för livgardet.
I januari 1653 gifte han sig med en av drottningens närmaste vänner, Ebba Sparre, som kallades "la belle comtesse", den vackra grevinnan. I juni samma år utnämndes han till generalmajor av infanteriet och överkammarherre hos drottning Kristina, för att sedan intas i riksrådet i oktober samma år, strax före Magnus Gabriel de la Gardie fallit i onåd. Han förde också befäl som generalmajor under Karl X Gustavs polska krig, 1655-1657, och befordrades 1656 till generallöjtnant av infanteriet. Efter drottning Kristinas abdikation avancerade han till överste kammarherre, vilket bland annat innebar: "så ut anläggande, som afdragande af den kungliga kjorteln". Under Karl X Gustav fortsatte han sin militära karriär, han deltog i Karl X Gustavs första danska krig och utmärkte sig särskilt under stormningen av Frederiksodde, deltog i tåget över Stora Bält, samt utnämndes till guvernör över Själland och Fyn. Under Karl X Gustavs andra danska krig stupade han av en dansk kanonkula vid belägringen av Köpenhamn den 26 augusti 1658. Han begravdes under stor prakt i Riddarholmskyrkan.